# ...Famous Last Words...
... Famous Last Words ... és el setè àlbum del grup de rock anglès Supertramp, publicat l'octubre de 1982. Va ser una continuació de l'anterior àlbum d'estudi del 1979 Breakfast in America, i l'últim amb el vocalista / teclista / guitarrista Roger Hodgson, que va deixar el grup per seguir una carrera en solitari. Així, va ser el darrer àlbum publicat sota la formació clàssica de la banda (Hodgson, Davies, Helliwell, Thomson i Siebenberg).
L'àlbum va arribar al número 5 de la Billboard 200 dels Estats Units i va obtenir una certificació d'or de la RIAA per vendes superiors a 500.000 còpies. També va assolir el número 6 al UK Albums Charts del Regne Unit, on es va certificar Gold per la BPI acreditant 100.000 còpies venudes.
Dels disc es van extreure 4 senzills; "It's Raining Again" que va arribar al número 11 als Estats Units i al número 26 al Regne Unit, "Crazy", "Don't Let Me Now", i "My Kind of Lady" que va arribar al número 31 als Estats units.
Una versió en CD remasteritzada de ... Famous Last Words ... va ser llançada el 30 de juliol de 2002 per A&M Records. El CD remasteritzat inclou totes les imatges d'art originals i en el CD d'art es presnta amb un parell de tisores verdes i un fons negre.

## Gestació i gravació
Tot i que Rick Davies i Roger Hodgson ja feia temps que escrivien les seves cançons per separat, sempre havien concebut junts la temàtica i la direcció principal per a cada àlbum. ... Last Famous Words ... es va convertir en l'excepció d'aquesta regla: després d'haver viscut en diferents parts de Califòrnia els mesos anteriors a la gravació, cadascun va concebre la seva pròpia visió per a l'àlbum. Hodgson volia fer un altre àlbum pop en la línia del Breakfast in America, mentre que Davies havia previst un àlbum de rock progressiu amb una cançó de deu minuts anomenada "Brother Where You Bound" coma peça central.
Segons Bob Siebenberg, "Al final, tots dos van canviar els seus formats i la seva imatge del que pensaven que havia de ser l'àlbum. Es va convertir en una versió diluïda del que en un inici havia de ser. Realment no era ni d'aquí ni d'allà". En particular, la banda va decidir deixar fora" Brother Where You Bound ", ja que era massa "contundent" per adaptar-se al costat de les composicions pop de Hodgson. Supertramp va utilitzar "Brother Where You Bound" en els seu següent treball, Brother Where You Bound (1985), tot i que, a partir d'aleshores, va evolucionar de 10 minuts a 16 i mig per afegir algunes noves seccions.
Com de costum, les cançons estan oficialment signades per Davies / Hodgson. Tot i això, les lletres de les cançons estaven impresses en un color si eren de Hogdson i en un altre si eren de Davies. El vocalista principal de cada cançó és el mateix que el seu escriptor: "Crazy", "It's Raining Again", "Know Who You Are", "C'est le bon" i "Don't Leave Me Now" van ser escrites per Hodgson, i "Put on Your Old Brown Shoes", "Bonnie", "My Kind of Lady" i "Waiting So Long" van ser escrites per Davies.
L'àlbum es va enregistrar principalment i es va mesclar a la casa d'Hodgson, Unicorn Studios, a la ciutat de Nevada, Califòrnia, ja que no volia deixar soles a la seva dona, la seva filla llavors de dos anys Heidi i el fill nounat Andrew. Davies va acabar enregistrant les seves parts vocals i de teclat al seu estudi casolà, The Backyard Studios, a Encino, Califòrnia.
En el moment de la publicació de l'àlbum, molts van interpretar el títol i la portada com el final de Supertramp. En una entrevista de 2015, Hodgson va confirmar que ell i Davies van decidir el títol perquè "no estàvem fent un disc nou". Va dir que se'n penedia d'haver-lo gravat, anomenant-lo "un últim intent per intentar que les coses passessin" després que la banda deixés de tenir ànima. Per la seva part, John Helliwell va dir el 1986: "Volíem una frase que tingués alguna relació amb el que estàvem fent, però que fos alhora enigmàtica. Sempre ens ha agradat tenir títols enigmàtics com Crime of the Century... D'aquest darrer LP vam pensar que anàvem a assajar-lo i a gravar-lo realment ràpid i va acabar trigant més temps que cap altre, per la qual cosa vam haver de menjar-nos les nostres paraules. En els darrers tres o qautre LP's ens deiem "Anem ben preparats". Així doncs, el títol va sorgir d'això. No recordo qui ho va pensar. El disseny gràfic va venir directament del títol".

## Crítiques musicals
AllMusic, en una revisió retrospectiva, va trobar l'àlbum massa adaptat a l'èxit comercial, al·legant que el grup en general i Roger Hodgson en particular estaven massa fixats en produir més èxits, i que, com a conseqüència, la poesia romàntica substituïa l'agilitat lírica que Supertramp havia produït en el passat, i la competència instrumental que abans dominaven s'havia esvaït." Paul Elliott del portal Classic Rock considera que tot i que el disc no va ser com el Breakfast in America, va deixar espurnes de brillantor a "Crazy", "Know Who You Are", i sobretot a "It's Raining Again", l'últim gran senzill de Supertramp.

## Llista de temes
Tores les cançons compostes per Rick Davies i Roger Hodgson.
Cara A
| Núm. | Títol                         | Veu principal | Durada |
| ---- | ----------------------------- | ------------- | ------ |
| 1.   | «Crazy»                       | Hodgson       | 4:44   |
| 2.   | «Put on Your Old Brown Shoes» | Davies        | 4:22   |
| 3.   | «It's Raining Again»          | Hodgson       | 4:24   |
| 4.   | «Bonnie»                      | Davies        | 5:37   |
| 5.   | «Know Who You Are»            | Hodgson       | 4:59   |

Cara B
| Núm. | Títol                | Veu principal | Durada |
| ---- | -------------------- | ------------- | ------ |
| 6.   | «My Kind of Lady»    | Davies        | 5:15   |
| 7.   | «C'est Le Bon»       | Hodgson       | 5:32   |
| 8.   | «Waiting So Long»    | Davies        | 6:35   |
| 9.   | «Don't Leave Me Now» | Hodgson       | 6:24   |